# Pedicularis aquilina
Pedicularis aquilina är en snyltrotsväxtart som beskrevs av Bonati. Pedicularis aquilina ingår i släktet spiror, och familjen snyltrotsväxter. Inga underarter finns listade i Catalogue of Life.